# Basilica di Sant'Agostino in Campo Marzio
La basilica dei Santi Trifone e Agostino è un luogo di culto cattolico che si trova a Roma, non lontano da piazza Navona, nel rione Sant'Eustachio, dietro Via della Scrofa.

## Storia
La costruzione dell'edificio risale al XIV secolo, quando gli agostiniani, che già officiavano la chiesa di San Trifone in Posterula, decisero di costruire una nuova struttura per il loro convento e di dedicarla a Sant'Agostino. La chiesa venne edificata tra la fine del XIV secolo e gli inizi del XV secolo e ultimata intorno al 1420. La nuova costruzione risultò troppo piccola per le esigenze della comunità conventuale e inoltre, essendo posta troppo in basso rispetto al corso del fiume Tevere, soggetta anche alle sue piene. Così, grazie alla munificenza del cardinale Guillaume d'Estouteville, tra il 1479 e il 1483 fu edificata l'attuale basilica, perpendicolarmente all'antica.
La chiesa è parrocchia fin dalla sua fondazione; in essa infatti furono trasferiti i titoli e la cura d'anime della parrocchia di San Trifone in Posterula. Essa è inoltre sede dal 1587 del titolo cardinalizio di Sant'Agostino.
Nell'ottobre del 1999 papa Giovanni Paolo II l'ha elevata alla dignità di basilica minore.

## Descrizione

### Arte e architettura
La facciata, ispirata alla chiesa di Santa Maria Novella di Firenze, è stata da alcuni attribuita a Leon Battista Alberti e venne costruita nel 1483 da Jacopo da Pietrasanta utilizzando il travertino proveniente dal Colosseo. Le due volute laterali sono state aggiunte dal Vanvitelli, che tra il 1746 e il 1750 eresse anche il nuovo convento e il chiostro.

La Madonna di Loreto del Caravaggio

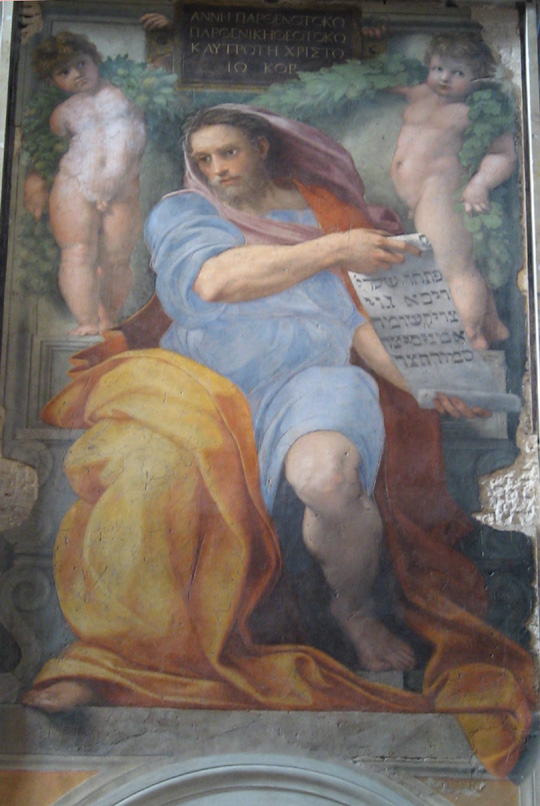
Il Profeta Isaia, affresco di Raffaello

L'interno della basilica è a tre navate, suddivise da pilastri, con dieci cappelle laterali, transetto e abside, affiancata da altre quattro cappelle.
È una delle prime chiese romane costruite nel Rinascimento ed ospita la Madonna di Loreto, detta anche Madonna del Pellegrini, uno dei più noti capolavori del Caravaggio che donò l'opera alla chiesa come ringraziamento per l'asilo concesso. Il pittore infatti vi si rifugiò per fuggire all'arresto dopo aver ferito a piazza Navona un aiuto notaio, accusato dall'artista di aver rivolto alla sua amante troppe attenzioni. La stessa donna, Lena, risulterebbe ritratta nell'opera esposta.
Oltre a questa celebre tela, la chiesa ospita il famoso affresco del Profeta Isaia di Raffaello e, all'altare maggiore del transetto destro, un dipinto del Guercino con i Santi Agostino, Giovanni Battista e Paolo l'Eremita del 1636. Sempre nel transetto destro, ai lati dell'altare sono conservate due opere di Giovanni Lanfranco: Sant'Agostino lava i piedi al Redentore (a sinistra) e Sant'Agostino sconfigge le eresie (a destra). Di Giacinto Brandi la Visione del beato Giovanni da San Facondo (1656) è nella quinta cappella a sinistra, mentre Estasi della beata Rita da Cascia (1660) è all'altare della terza cappella a destra. Nella terza cappella a sinistra, dedicata a Santa Chiara da Montefalco, la pala d'altare è l'apparizione di Cristo a Santa Chiara da Montefalco (1751 circa) di Sebastiano Conca.
Notevole la statua della Madonna col Bambino di Andrea Sansovino e, in controfacciata, quella della Madonna del parto di Jacopo Sansovino che, secondo la tradizione popolare, sarebbe miracolosa. Tale statua, secondo una leggenda, sarebbe stata realizzata adattando un'antica effigie di Agrippina che teneva fra le braccia il piccolo Nerone. Tale opera è oggetto di un irriverente sonetto di Gioacchino Belli che commenta l'eccessiva mostra di gioielli sulla statua della Madonna. La fioriera davanti alla statua della Madonna è di Pio Cellini, fratello minore di Giuseppe. Il tabernacolo marmoreo dell'altare maggiore in stile tipicamente barocco, fu invece disegnato da Orazio Torriani. In fondo alla navata sinistra, la Cappella Bongiovanni ospita un ciclo di pitture di Giovanni Lanfranco, eseguite tra il 1613 e il 1616: sulla parete destra Sant'Agostino in meditazione sul mistero della Trinità, all'altare Incoronazione della Vergine tra i santi Agostino e Guglielmo, sulla parete sinistra San Guglielmo curato dalla Vergine. Sempre di Giovanni Lanfranco sono i grandi dipinti della cappella di Sant'Agostino: a destra Sant'Agostino abbatte le eresie (1639 circa), a sinistra Sant'Agostino lava i piedi a Cristo 
(1639 circa).
La chiesa ospita la tomba di Santa Monica, madre di Sant'Agostino, vi sono sepolti anche il poeta umanista Maffeo Vegio da Lodi, la penultima figlia di Lorenzo il Magnifico Contessina de' Medici, il cardinale Girolamo Verallo ed il cardinale ed umanista agostiniano Egidio da Viterbo.
In passato la basilica era nota per ammettere al proprio interno le cortigiane, alle quali erano riservati i primi banchi, per metterle al riparo dalla vista del popolino e evitare quindi distrazioni tra i fedeli. Nella chiesa vi si trovano le tombe di alcune di esse, come Fiammetta Michaelis, l'amante di Cesare Borgia, la cui casa è ancora esistente nelle vicinanze, in piazza Fiammetta, o come Giulia Campana con le sue figlie, Penelope e la poetessa e letterata Tullia d'Aragona.

### Organo a canne

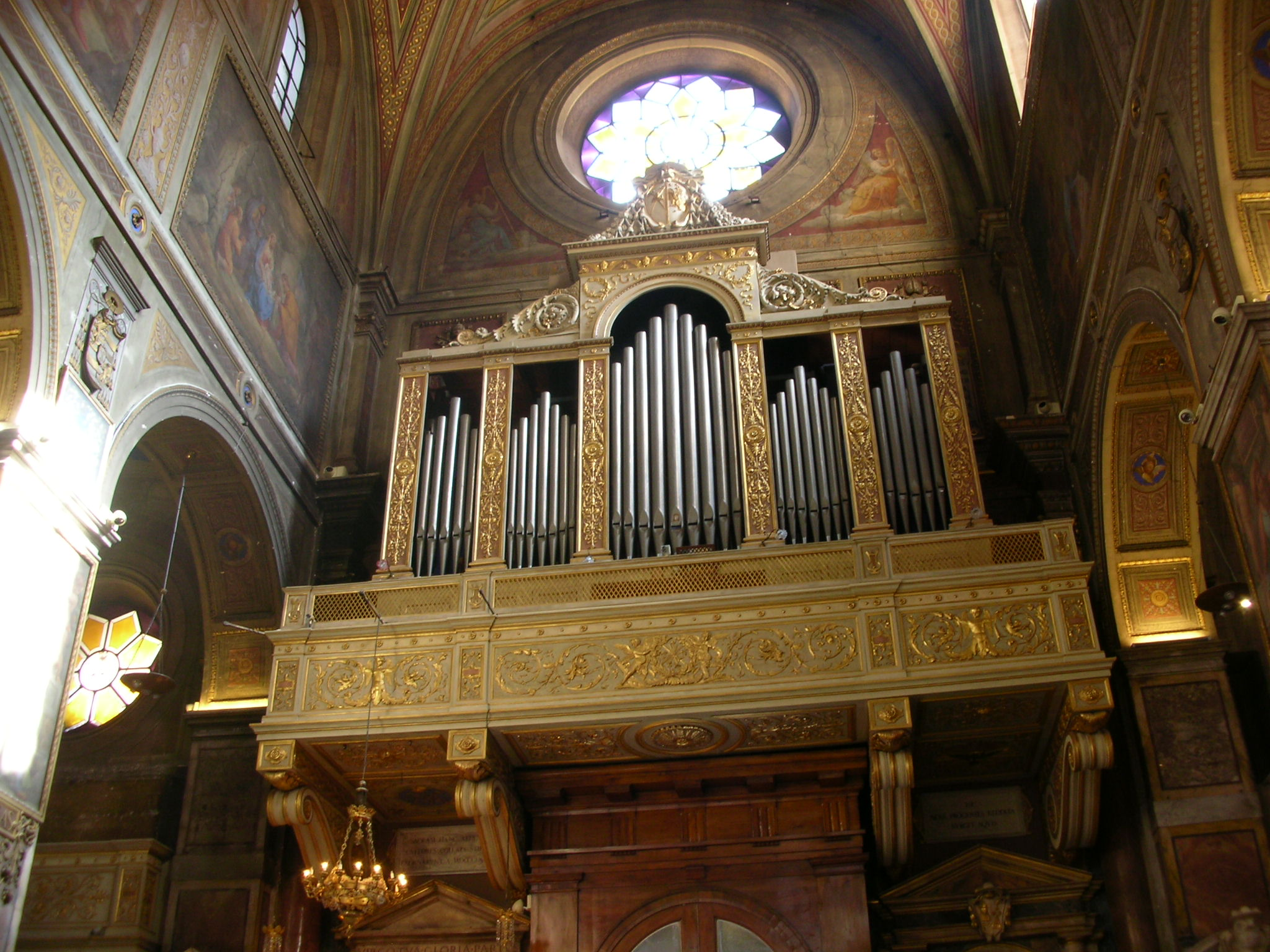
L'organo Vegezzi-Bossi

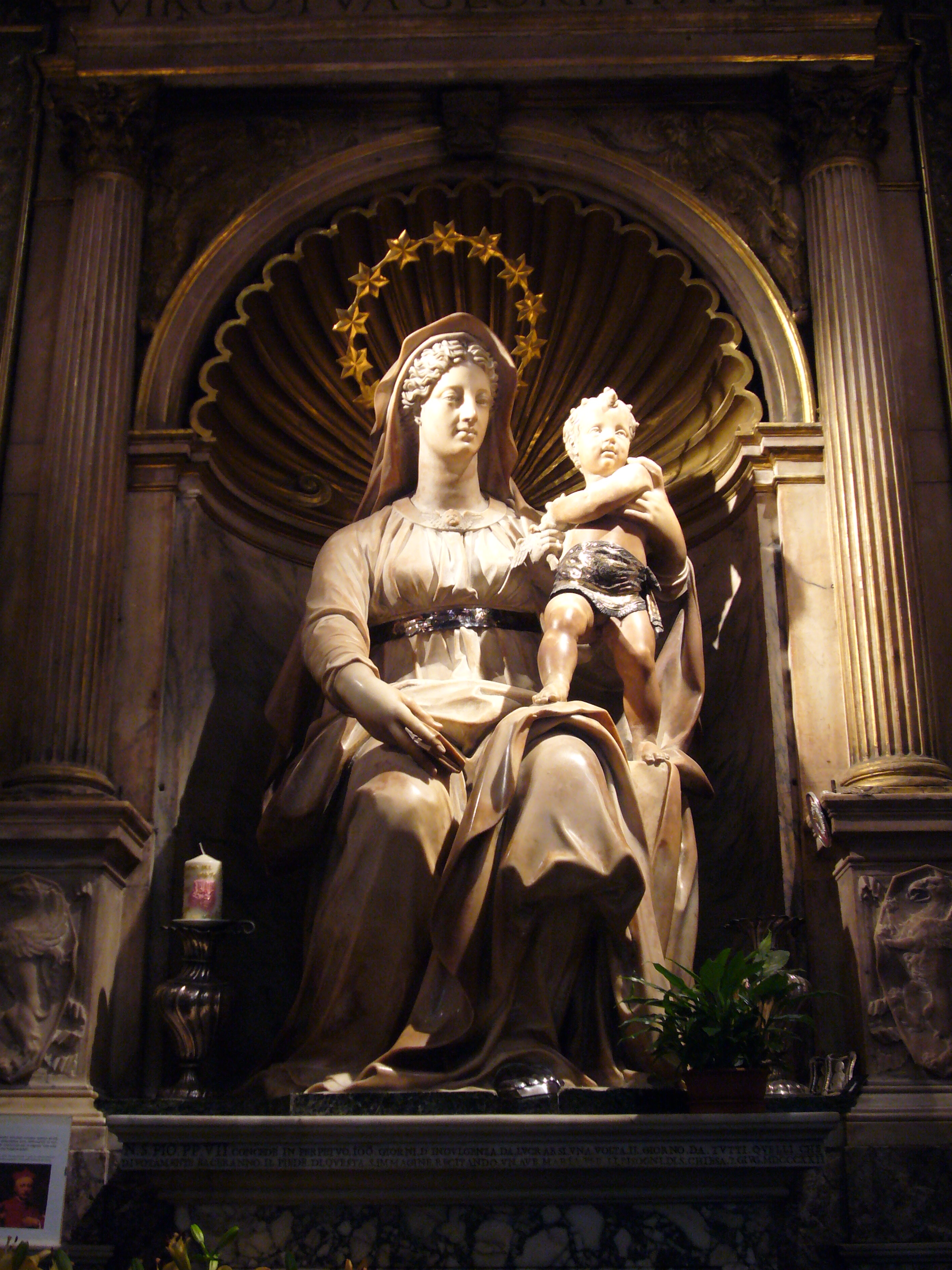
La Madonna del parto di Jacopo Sansovino

Il primo organo a canne dell'attuale basilica, già esistente nel 1431, proveniva dall'antica chiesa di Sant'Agostino e rimase il loco sino al 1657-1658, quando venne sostituito da uno strumento opera di Giuseppe Catarinozzi e Giuseppe Testa. Questo, distrutto da un incendio, fu sostituito da un organo costruito da Giacomo Alari nel 1682. Nel 1838 venne inaugurato un nuovo strumento, voluto dal cardinale Cesare Brancadoro e costruito da Angelo Morettini ed ampliato nel 1867. Questo venne rimosso nei primi anni del XX secolo e al suo posto venne installato un nuovo organo a canne, costruito nel 1905 da Carlo Vegezzi-Bossi e restaurato fra il 2005 e il 2007 dai suoi successori.
Attualmente l'organo, collocato sull'apposita cantoria lignea in controfacciata, ha tre tastiere di 58 note ciascuna ed una pedaliera dritta di 30 ed è a trasmissione pneumatico-tubolare.